# Belgaum Challenger 2003
Il Belgaum Challenger 2003 è stato un torneo di tennis facente parte della categoria ATP Challenger Series nell'ambito dell'ATP Challenger Series 2003. Il torneo si è giocato a Belgaum in India dal 14 al 19 ottobre 2003 su campi in cemento.

## Vincitori

### Singolare
Jurij Ščukin ha battuto in finale  Dieter Kindlmann con il punteggio di 6–3, 6–2

### Doppio
Michal Mertiňák /  Branislav Sekáč hanno battuto in finale  Mustafa Ghouse /  Vishal Uppal con il punteggio di 7–6(3), 7–6(2)